# Parafia Narodzenia Najświętszej Maryi Panny w Kandytach
Parafia Narodzenia Najświętszej Maryi Panny w Kandytach – parafia rzymskokatolicka znajdująca się w archidiecezji warmińskiej, w dekanacie Górowo Iławeckie.